# Ешуа Алмалех
Ешуа Алмалех – Шико е български журналист и интелектуалец от еврейски произход. Известен е като един от доайените на българската спортна журналистика.

## Биография
Роден е на 11 март 1924 година в Стара Загора. В ранна възраст остава без родители. През 1945 г. се мести в София, следва в Свободния университет за политически и стопански науки в София (днес УНСС). Успоредно започва работа във в. „Народ“, приет е в Съюза на журналистите.
През 1971 г. основава илюстрования спортен седмичник „Старт“, където работи до пенсионирането си. Сътрудничи на БНТ като коментатор по лека атлетика. Носител е на орден "Кирил и Методий – II степен". Заслужил деятел на спорта.
Неговата дъщеря Зелма е журналистка.
Умира на 4 септември 2018 г., на 94 години.